# NStB – Ransko, Reichenberg und Strahow
Die NStB – Ransko, Reichenberg und Strahow waren Dampflokomotiven der k.k. Nördlichen Staatsbahn (NStB) Österreich-Ungarns.
Die drei Lokomotiven wurden von der Lokomotivfabrik William Norris in Wien 1846 geliefert.
Es waren dies die ersten und gleichzeitig die letzten drei Lokomotiven der Norris-Niederlassung in Wien, die bald darauf in Konkurs ging und schließlich von Georg Sigl gekauft wurde.
Die NStB gab ihnen die Namen RANSKO, REICHENBERG und STRAHOW sowie die Betriebsnummern 26–28.
Als 1855 die NStB an die StEG verkauft wurde, erhielten die Maschinen die Betriebsnummern 55–57.
Alle drei Fahrzeuge wurden 1865 ausgemustert.